# Thasbalta
Thasbalta (łac. Thasbaltensis) – diecezja historyczna w Cesarstwie rzymskim w prowincji Byzacena, współcześnie w Tunezji. Obecnie katolickie biskupstwo tytularne.

## Biskupi tytularni
| Lp. | Biskup                  | Funkcja                                    | Od                | Do                |
| --- | ----------------------- | ------------------------------------------ | ----------------- | ----------------- |
| 1   | Valfredo Bernardo Tepe  | biskup pomocniczy São Salvador (Brazylia)  | 13 lutego 1967    | 14 stycznia 1971  |
| 2   | Jan Gurda               | biskup pomocniczy kielecki                 | 7 stycznia 1972   | 16 stycznia 1993  |
| 3   | Alvaro Raúl Jarro Tobos | Ordynariariusz Polowy Kolumbii             | 24 czerwca 1997   | 7 marca 1998      |
| 4   | Štefan Vrablec          | biskup pomocniczy Bratysławy (Słowacja)    | 19 czerwca 1998   | 1 września 2017   |
| 5   | Gustavo Carrara         | biskup pomocniczy Buenos Aires (Argentyna) | 20 listopada 2017 | 21 listopada 2024 |